# کالینا روبرگه
کالینا روبرگه (انگلیسی: Kalyna Roberge؛ زادهٔ ۱ اکتبر ۱۹۸۶) از برندگان مدال‌های بازی‌های المپیک زمستانی و اسکیت‌باز سرعت اهل کانادا است.